# Рух за незалежність Чехословаччини
Рух за незалежність Чехословаччини («Чеська мафія») — Підпільна чеська організація, опозиційно налаштована по відношенню до Австро-Угорщини, створена у 1915 (за іншими даними, створена раніше). Займалася поширенням антидержавних настроїв та збором розвідданих для країн Антанти.